# Милица Мишковић
Милица В. Мишковић (Чачак, 1876 — Београд, 1967) била је српска књижевница.

## Биографија
Рођена је 10. априла 1876. године као треће дете у породици Милеве, учитељице, и Димитрија Мите Петровића, наставника цртања и лепог писања у чачанској реалци, након рано преминулог сина Драгутина и Надежде, која ће постати прослављена уметница. Због нарушеног Димитријевог здравља, након Јаворског рата, Петровићи се селе у Карановац (данашње Краљево), где проводе следећих пет година. Потом се, због образовања потомака, трајно враћају у престоницу, где се настањују у Ратарској 32 у Београду, чији је власник био Максим Петровић, чувени београдски трговац, Димитријев отац. Родитељи су код све деце неговали родољубље и развијали љубав према уметности, а њихов дом је био истинско стециште уметника и образованих људи. Милица је после основног, стекла образовање на Вишој женској школи у Београду, а потом студира на Историјско-географском одсеку Велике школе. Од ране младости пише стихове родољубиве тематике, објављујући их у периодици. Са Владимиром К. Мишковићем (1867-1943), рударским инжењером венчава се 14. фебруара 1899. године. У тим браку рођено је петоро деце: Видосава, удата Маглић (1901-1975), Иванка, удата Коларж (1902-1987), Драгослава, удата Радуловић (1904-1980), Милена (1906-1931) и Бранимир (1909-1940).
Породица Мишковић кратко живи у Сењском Руднику, а потом се настањује у Цетињској улици у Београду. Делећи судбину српског народа у Првом светском рату, Мишковићи преко Солуна одлазе у Француску. Песникињине кћери су смештене у један католички пансионат, а муж је распоређен у ренски рудник. Песникиња са сином остаје у Ници, где се налазе и Зора, Јела и Љубица Петровић, са братом Растком. Уочи Великог рата и у ратном вихору, песникиња је изгубила сестре Анђу, Драгицу и Надежду и брата Владимира. У домовину се са децом и мужем враћа 1919. године. Станују најпре у Палмотићевој улици у Београду, а потом купују кућу у данашњој Светогорској улици. До смрти 1967. године, Милица В. Мишковић је у потпуности посветила породици. Сахрањена је на Новом гробљу у Београду.

## Књижевно дело
Збирку Песме, у коју је сабрала своју лирику, објавила је, уз помоћ сестре Надежде, 1910. године у Новој штампарији Давидовић.